# Peter Raabe
 (mars 2024).
Si vous disposez d'ouvrages ou d'articles de référence ou si vous connaissez des sites web de qualité traitant du thème abordé ici, merci de compléter l'article en donnant les références utiles à sa vérifiabilité et en les liant à la section « Notes et références ».
Peter Raabe, né le 27 novembre 1872 et mort le 12 avril 1945, est un compositeur et chef d'orchestre allemand, actif sous le IIIe Reich.

## Biographie
Peter Raabe suit une formation en musique à l'École supérieure de musique de Berlin, à l'Université de Munich et à l'Université d'Iéna. 
En 1894 à 1898, il travaille à Königsberg et Zwickau. De 1899 à 1903, il travaille à l'Opéra d'Amsterdam. Dans les années 1907 à 1920, il est le premier chef d'orchestre de la cour de Weimar. Il se produit comme chef d'orchestre au Royaume-Uni, en Belgique et aux Pays-Bas. 
Le 19 juillet 1935, Raabe remplace Richard Strauss à la présidence de la Reichsmusikkammer. En 1937, il est président de l'Association générale de la musique allemande (Allgemeinen Deutschen Musikvereins), association dissoute peu de temps après.
Pendant près de dix ans, Peter Raabe, proche de Joseph Goebbels, dirige l'activité musicale du Troisième Reich. Sous son autorité et sous sa signature, de nombreux compositeurs sont bannis. 

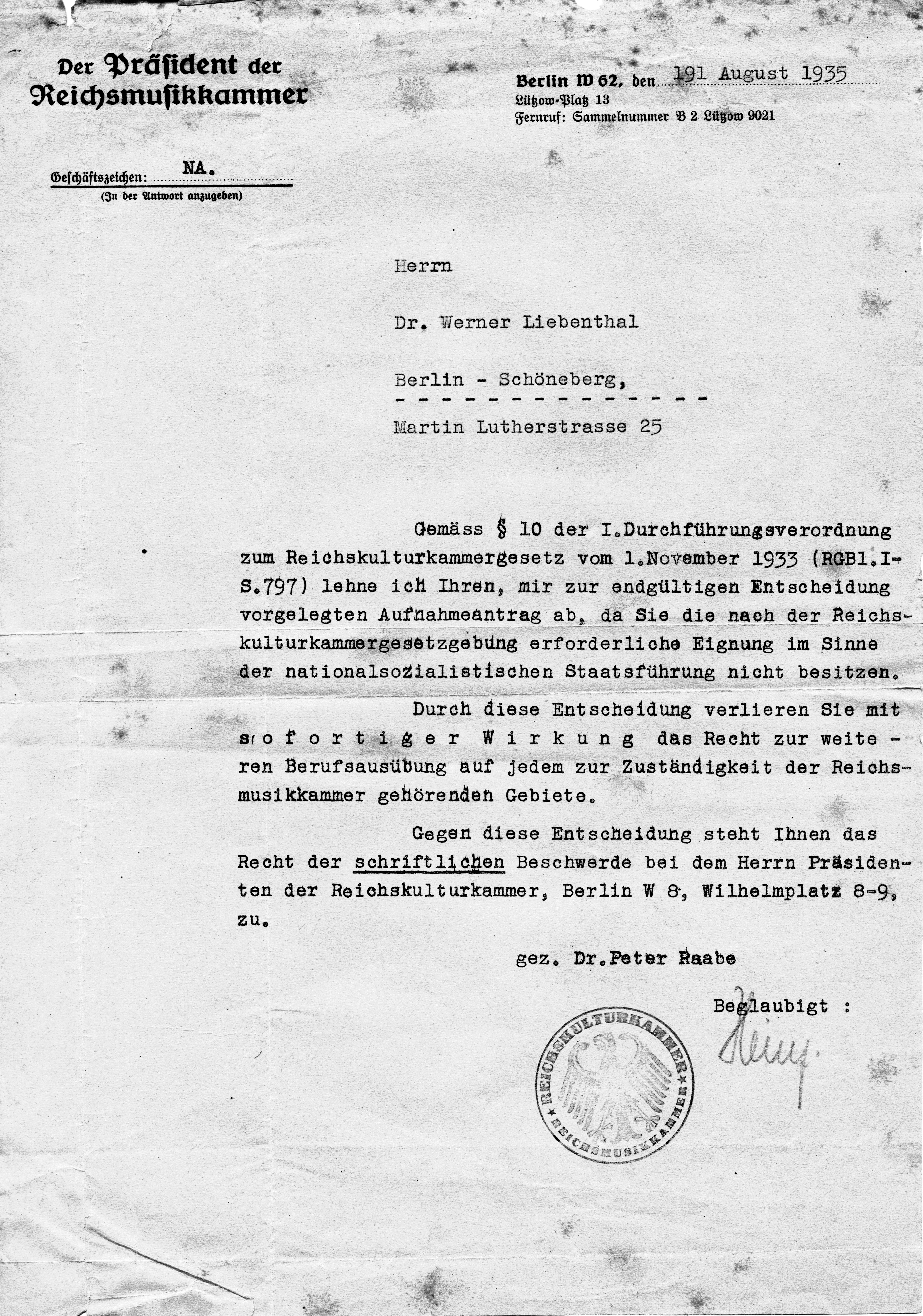
Arrêté de la Chambre de la musique du Reich du 9 août 1935 du Dr Peter Raabe notifiant au musicien berlinois Dr Werner Liebenthal la cessation immédiate de son activité professionnelle.

Raabe a écrit la première chronologie complète des œuvres de Franz Liszt.